# أكراتا
أكراتا (Ακράτα) هي مدينة في آخايا في مقاطعة كينتريكي إلادا في اليونان.
يبلغ عدد سكانها حوالي 1,915 نسمة.